# Stéphane Rousseau
Stéphane Rousseau (Montreal, Quebec, 17 de septiembre de 1966) es un humorista y actor quebequés.

## Biografía

### Vida privada
Desde el 25 de diciembre de 2008, es padre de un niño llamado Axel St-Germain Rousseau. Su pareja es la bailarina Maud St-Germain.

## Filmografía
- 2003: Las invasiones bárbaras: Sébastien
- 2008: Astérix en los Juegos Olímpicos: Lunatix